# Вінченцо Галілей
Вінченцо Галілей (або Ґалілей, італ. Vincenzo Galilei; 3 квітня 1520 — 2 липня 1591) — італійський композитор, лютніст, музичний теоретик. Батько вченого Галілео Галілея. Учень Джозеффо Царліно. Учасник флорентійської камерати, прихильник античних традицій.

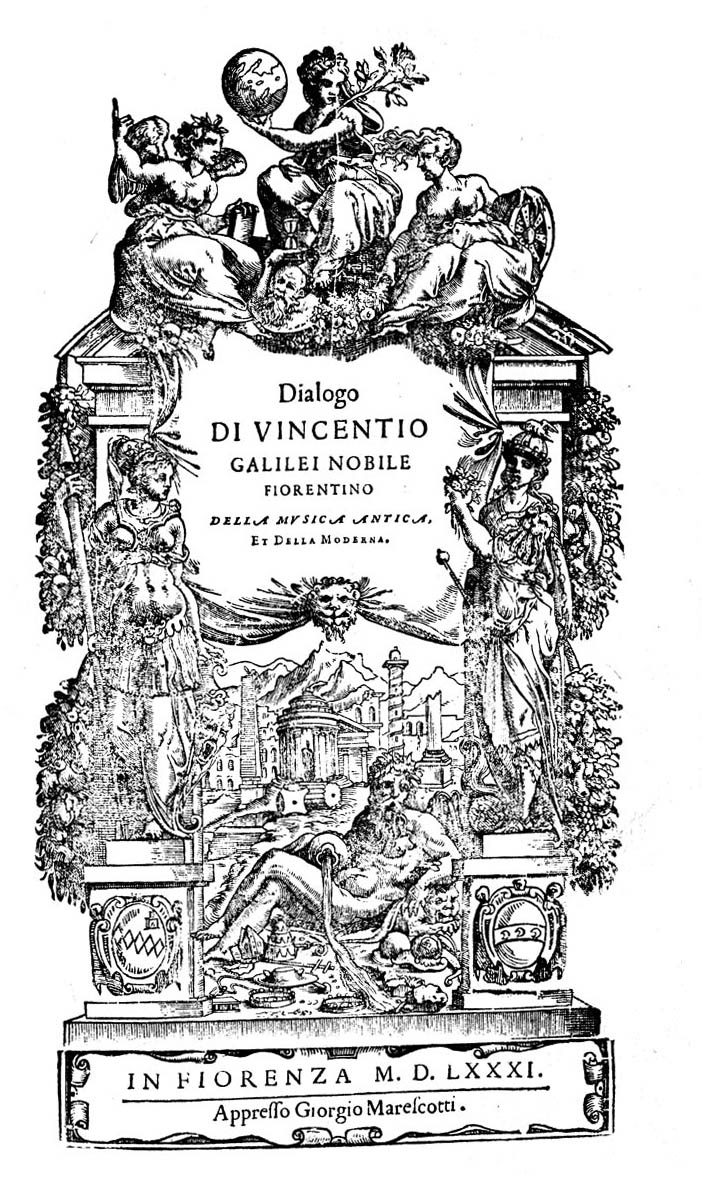
Della musica antica et della moderna, 1581

Автор праці «Діалоги про древню й нову музику» («Dialogo fiorentino della musica antica et della moderna», Florenza, 1581), в якій обґрунтував цінність античних традицій. У музиці Галілей відстоював монодичний стиль. Автор пісень, мадригалів (збірники видані в 1574, 1587), п'єс для лютні, віоли, а також теоретичних робіт.